# Concours d'élégance d'Amelia Island
Pour les articles homonymes, voir Concours d'élégance et Amelia Island.
Le concours d'élégance d'Amelia Island ou Amelia Island Concours d’Elegance (AIC) est un des plus prestigieux concours d'élégance d'automobile de collection du monde, fondé en 1996 dans l’île balnéaire d'Amelia Island des Sea Islands, dans l'état de Floride aux États-Unis,.

## Historique
Inspiré du Pebble Beach Concours d'Elegance de la Monterey Car Week de Californie, ce concours de beauté pour les voitures les plus rares et élégantes du monde a lieu tous les ans durant le second weekend de mars sur les pelouses du Club Le Golf d'Amelia Island, voisin de l’hôtel Ritz-Carlton de l’île, avec environ 300 véhicules exposés pour 20 000 visiteurs,,. 

Quelques modèles exposés
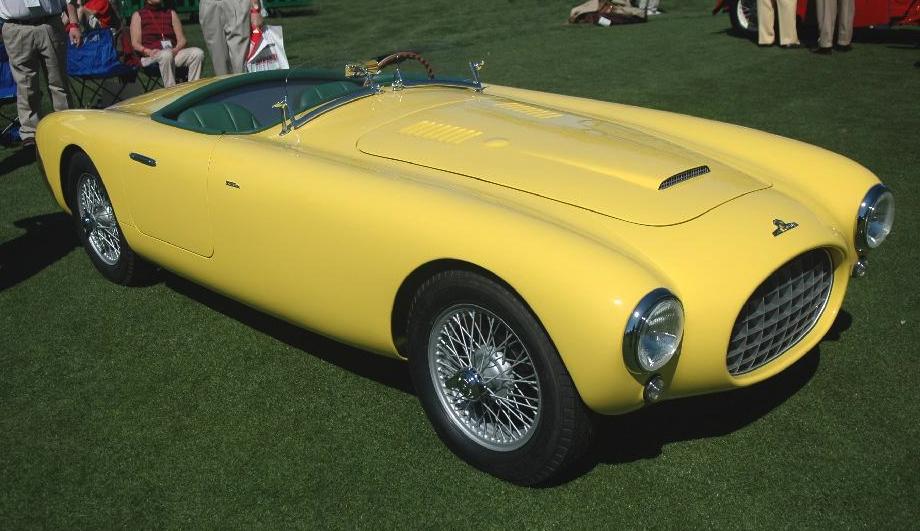
MG T-type D Speciale (1953)
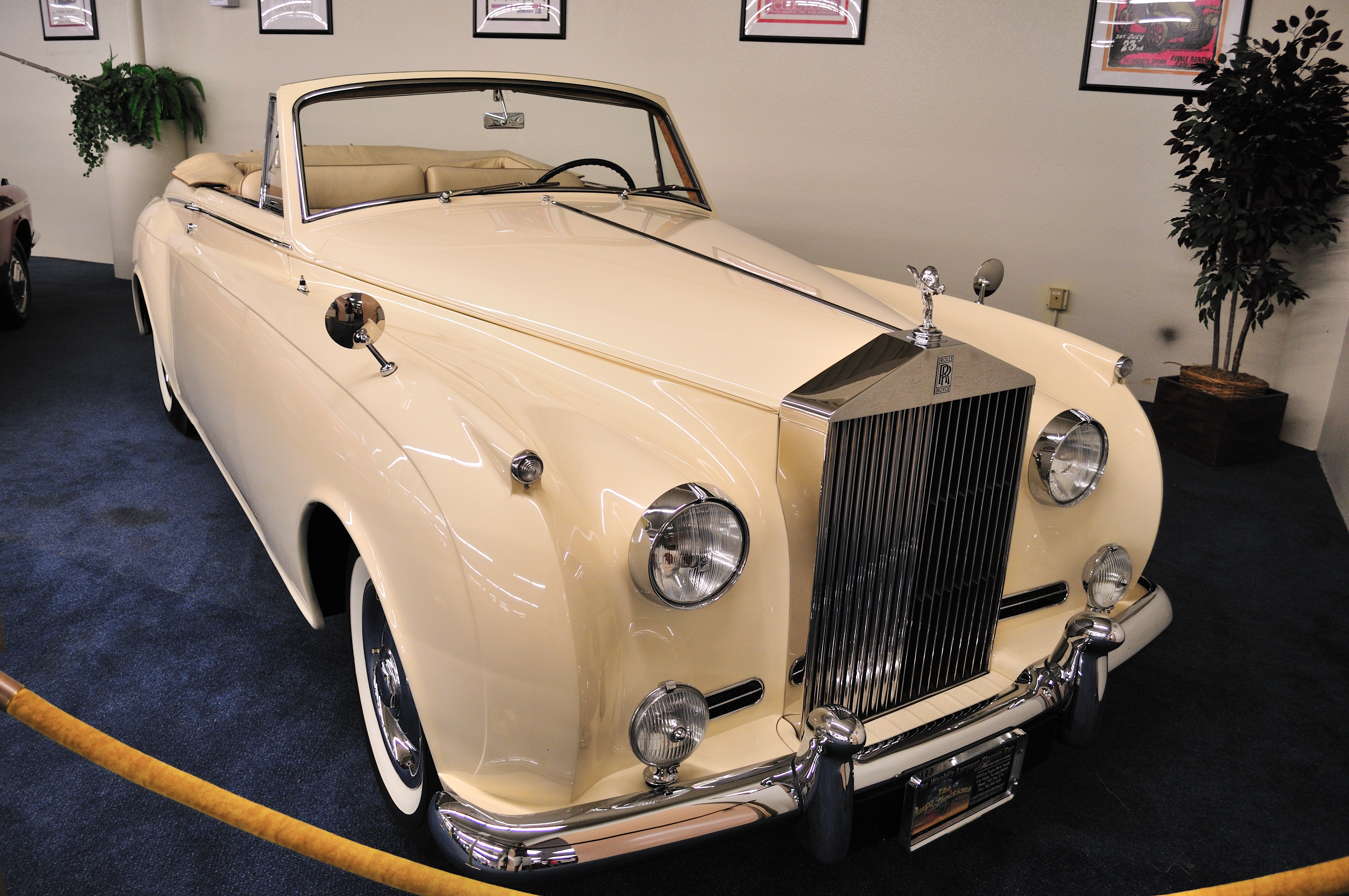
Rolls-Royce Silver Cloud I James Young (1959)

L’évènement est en général associé à un tournoi de golf, une ventes aux enchères d'automobiles, de l'art et des défilés de mode,. 

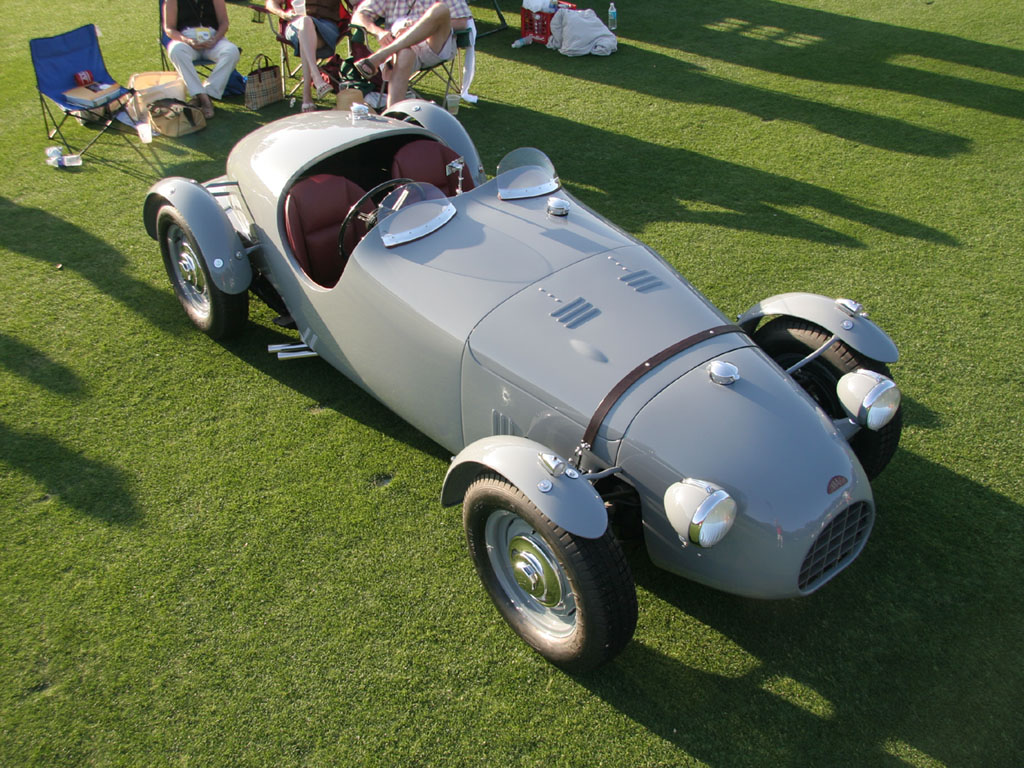
Connaught L3 SR (1951)
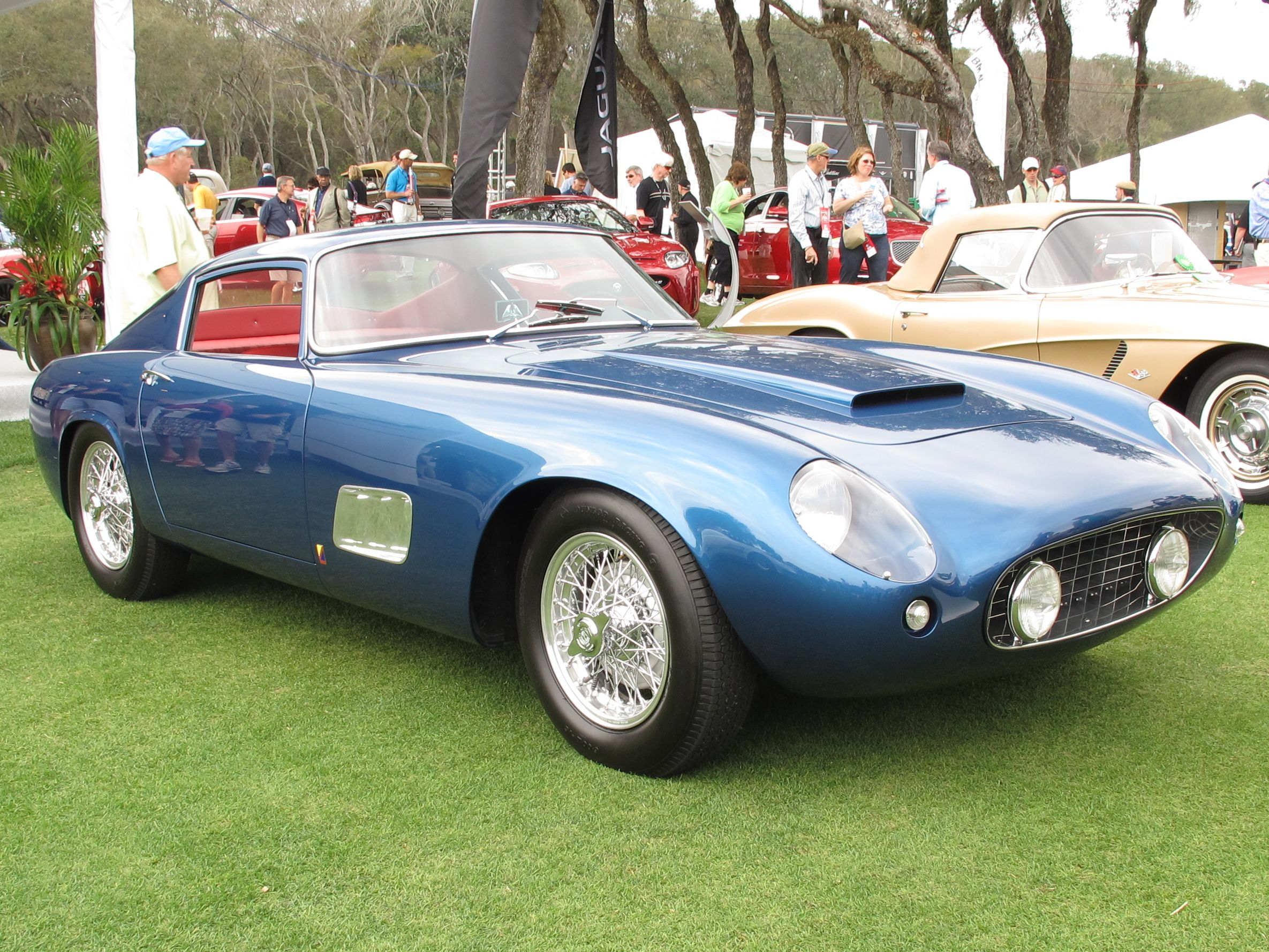
Chevrolet Corvette Scaglietti de Carroll Shelby (1959)
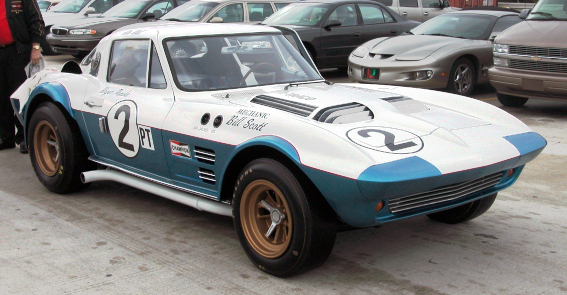
Chevrolet Corvette C2 Grand Sport (1963)

## Récompenses
- Motoring Event of the Year de l’année 2013 aux International Historic Motoring Awards.
- Motoring Event of the Year de l’année 2016 aux International Historic Motoring Awards.

## Quelques autres concours américains
- Greenwich Concours d'Elégance (Connecticut)
- Desert Classic Concours d’Elegance (Californie)
- Pebble Beach Concours d'Elegance de la Monterey Car Week (Californie)